# 小行星9169
小行星9169（英語：9169）是一颗围绕太阳公转的小行星。1988年10月13日，上田清二、金田宏在钏路市发现了此天体。
这颗小行星的绝对星等为176.29038等。